# Mlezivo

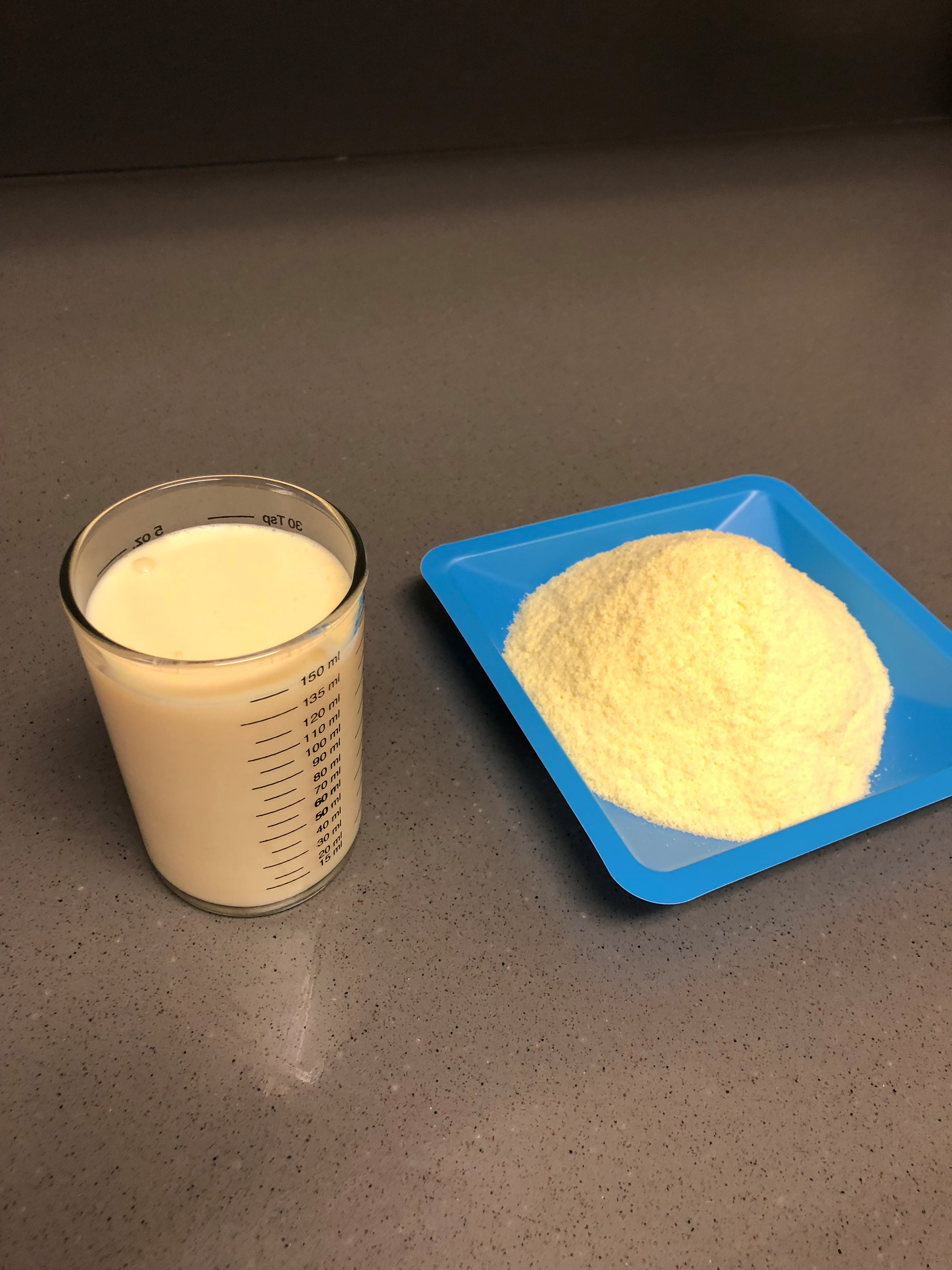
tuří mlezivo v normální a práškové formě

Mlezivo (též kolostrum) je takzvané prvotní mléko u savců, tvoří se v mléčné žláze těsně před porodem a je produkováno asi 3–5 dní po něm. Složením se kolostrum významně liší od zralého mléka. Rozdíly ve složení mleziva se postupně mění a z nezralého mléka se stává mléko zralé. Kolostrum je bohaté na proteiny. Po porodu zajišťují u mláďat přirozeně pasivní imunitu, tedy příjem hotových protilátek od matky, které novorozená mláďata chrání v prvních týdnech života před infekcemi ze zevního prostředí, když ještě nejsou schopna imunitní reakce a produkce vlastních protilátek. Toto mléko obsahuje 75,5% vody a 24,5% sušiny (15% bílkovin, 3,3% laktózy a 5% tuků).

## Obsah
Kolostrum je jedním z významných faktorů, které ovlivní imunitu novorozence celoživotně. Obsahuje množství vitaminů, minerálů, stopových prvků a také významné bílkoviny, růstové faktory a inhibitory proteáz, hrající velmi výraznou roli v imunitním systému. Dále obsahuje protilátky, které mají přímé účinky proti bakteriím, virům a plísním. V kolostru se vyskytuje též laktoferrin, bioaktivní glykol-protein – u zdravých jedinců pomáhá zabezpečit imunitu proti chřipkám, nachlazením, parazitům a infekčním bakteriím. Uplatňuje se při omezování růstu metastáz, pomáhá redukovat plísně a omezuje produkci volných radikálů. Jedním z hlavních příznivých účinků lactoferinu je jeho schopnost redukovat záněty prostřednictvím regulace zánětlivých cytokinů, jakými jsou např. Interleukin-1, Interleukin-6 a faktor nekrózy tumorů (TNF). Každá jejich složka působí na zvláštní skupinu buněk. I přesto, že jsou za jistých okolností potřebné, platí, že příliš velké množství může škodit.
V kolostru je také důležitá skupina molekul nazývaná PRP (Proline-Rich-Polypeptides), která pracuje jako výkonný regulátor imunitního systému. Bylo dokázáno, že v odpovědi humorální složky imunitního systému stimulovaly PRPs nízkou, nebo naopak utlumovaly vysokou imunitní odpověď. PRPs rovněž ukázaly prospěšné účinky ve zrání thymocytů a tvorbě T-supresorových buněk. Tento proces nesporně přinese rovnováhu v tělových imunitních reakcích a do budoucna ukazuje cestu řešení autoimunních onemocnění.
Růstové faktory mají vliv na hojení ran, na vytváření svalové hmoty, na zlepšení nervového systému a na zvyšování výdrže a vitality.
Všechny látky obsažené v kolostru pomáhají novorozenci přežít dny, kdy se ocitá v novém prostředí.
Kozí kolostrum je bohaté na lipidy, proteiny a imunologické parametry. Zejména obsahuje vysoké koncentrace imunoglobulinů (IgG, IgA IgM), ale najdeme zde také inzulinu podobný růstový faktor (IGF-1), cytokiny, laktoferin nebo PRP.